# EKW C-35
EKW C-35 – szwajcarski, dwupłatowy samolot rozpoznawczo-bombowy, opracowany w połowie lat 30. XX wieku.

## Historia

### Geneza
Doświadczenia, jakie armia szwajcarska wyniosła z I wojny światowej (nieuczestnicząca w niej, ale uważnie zbierająca doświadczenia) ukształtowały jej wizję na temat roli i zadań, jakie powinny pełnić siły powietrzne (utworzone w 1914 roku, a od 1936 roku będące niezależną formacją), będące w owym okresie integralną częścią wojsk lądowych. Podstawową rolą lotnictwa miało być wspierania działań wojsk operujących na ziemi oraz taktyczne działania rozpoznawcze na ich rzecz. Taka wizja wymuszała uzbrojenie samolotów w silne uzbrojenie strzeleckie i zabieranie na pokład (nawet niewielkiego) ładunku bombowego umożliwiającego atakowanie celów naziemnych, zadania takie stawiano również samolotom myśliwskim. Pod tym kątem w sierpniu 1934 roku sformułowano wymagania, jakimi miały charakteryzować się trzy nowe konstrukcje, jakie planowano wprowadzić do uzbrojenia. Miał być to nowy samolot myśliwski o wysokich osiągach, wielomiejscowy samolot bombowy i taktyczna maszyna wsparcia piechoty z możliwością prowadzenia działań rozpoznawczych. Priorytetem dla armii była trzecia z tych konstrukcji.

### Projekt
Planowano, iż nowy samolot zastąpi w linii użytkowane samoloty Fokker C.V-E, których licencyjną produkcję uruchomiono w Szwajcarii. Od nowej konstrukcji wymagano większej prędkości, zabierania na pokład podobnego lub większego ładunku bombowego (co najmniej 200 kg bomb) oraz użycie jako napędu silnika rzędowego chłodzonego cieczą. Zlecenie zaprojektowania i wybudowania prototypu otrzymały zakłady Eidgenössische Konstruktionswerkstätte (EKW) z Thun. Było to o tyle zasadne, że właśnie EKW produkowało licencyjne Fokkery. Tym niemniej zdając sobie sprawę z trudności, jakie może napotkać nowy projekt, zadbano również o plan „B”. W przypadku, gdyby nie udało się stworzyć nowego samolotu siłami przemysłu krajowego, odpowiednia konstrukcja miała zostać znaleziona za granicą. W 1934 roku w Wydziale Budowy Samolotów firmy, zespół konstruktorów kierowany przez inżyniera Marcela Thoureta zaprojektował dwa samoloty. Pierwszy projekt, oznaczony jako C-35 był dwupłatowym samolotem, którego konstrukcja inspirowana była rozwiązaniami zastosowanymi w holenderskim Fokkerze C.X. Drugi projekt, oznaczony jako C-3600 (późniejszy C-36) był zdecydowanie bardziej awangardową i nowocześniejszą maszyną. Był to całkowicie metalowy dolnopłat ze stałym podwoziem. Departament Techniki Wojennej (Kriegstechische Abteilung - KTA) do dalszej realizacji wybrał bardziej zachowawczy projekt C-35. Na początku lutego 1936 roku gotowy prototyp przekazano do prób porównawczych z zakupionymi za granicą maszynami Hawker Hind i Fairey Fox. Próby wypadły na korzyść szwajcarskiej konstrukcji i w marcu tego samego roku producent otrzymał zamówienie na pierwsze 40 samolotów, następnie zwiększone o kolejne 40 egzemplarzy. Produkcja seryjna samolotu trwała od 1937 do stycznia 1939 roku. Wyprodukowano 82 maszyny seryjne, które później, w latach wojny uzupełniono dodatkowymi ośmioma egzemplarzami zbudowanymi z dostępnych części zamiennych.
Pomimo swojej już nie najnowszej konstrukcji, układu dwupłata, C-35 okazał się być samolotem trwałym, łatwym w eksploatacji i niezawodnym. Była to na tyle udana konstrukcja, że przetrwała w szwajcarskich siłach powietrznych do początku lat 50., ostatni z samolotów znajdował się w ewidencji jeszcze w 1954 roku.

## Konstrukcja
C-35 był dwupłatem o mieszanej konstrukcji ze stałym podwoziem i kółkiem ogonowym. Odkryta kabina mieściła dwuosobową załogę. Samolot napędzany był rzędowym silnikiem chłodzonym cieczą Hispano-Suiza HS-77 12 Ycrs. Maszyna uzbrojona była w pojedyncze działko kalibru 20 mm strzelające przez wał śmigła, dwa karabiny maszynowe kalibru 7,5 mm zamontowane w skrzydłach (po jednym na płat) oraz pojedynczy, ruchomy karabin kalibru 7,5 mm w otwartym stanowisku strzeleckim w kabinie załogi.